# Centro Industrial de Cumplimiento de Penas y Rehabilitación
El Centro industrial de cumplimiento de penas y rehabilitación de Santa Ana se encuentra en el kilómetro 72 de la carretera a Metapán.  La cárcel es también informalmente llamada «Camones» o «Penitenciaría la Occidental».  En 2023, el Centro alojaba 8,000 reclusos, y 6,000 en 2024.
A guisa de rehabilitación, los que cumplen ciertos requisitos pueden practicar la piscicultura, ganadería, agricultura, cunicultura, carpintería —que incluye la construcción de catres y pupitres–, metalurgia, cocina industrial y, extramuros, limpieza de grafiti.  Hay talleres de arte para la alfarería y la pintura.  Cada día laborado cuenta dos días de la pena del presidiario.  El principal requisito para participar en las actividades industriales es no ser pandillero; pero además se requiere haber ya cumplido la mitad de la sentencia original y demostrar buen comportamiento.  En algún caso ha alojado deportados de los EE. UU., como Armando Ábrego.
En 2023, la Asamblea asignó a los Juzgados 1o. y 2o. de Vigilancia Penitenciaria y de Ejecución de la Pena de Santa Ana las responsabilidades judiciales del Centro.  Presidiarios entrevistados por NBC News en 2025 dijeron al reportero que las condiciones dentro de la cárcel son "perfectas" o "excelentes."